# Ángel Mena
 (novembre 2022).
Si vous disposez d'ouvrages ou d'articles de référence ou si vous connaissez des sites web de qualité traitant du thème abordé ici, merci de compléter l'article en donnant les références utiles à sa vérifiabilité et en les liant à la section « Notes et références ».
Pour les articles homonymes, voir Mena.
Ángel Mena, né le 21 janvier 1988 à Guayaquil, est un footballeur international équatorien qui joue au poste d'ailier à l'Orense Sporting Club.

## Biographie

### En club
Mena fait ses débuts professionnels en 2007. Il inscrit son premier but le 16 mars 2008 contre le CD Técnico Universitario.
En 2010, il est prêté au Deportivo Cuenca.
De retour à Emelec, il remporte le Championnat d'Équateur à trois reprises en 2013, 2014 et 2015. Lors du match aller de la finale en 2015, il inscrit un doublé rapprochant son équipe du titre.
En février 2015, Mena prolonge son contrat avec Emelec jusqu’en 2017.
En 2017, il rejoint le Mexique et le club de Cruz Azul, avec qui il fait ses débuts le 7 janvier 2017 contre le Club Necaxa. Il marque son premier but au Mexique le 21 janvier 2017 contre le CF Monterrey sur penalty. Le 13 février 2017, il marque un but d'un coup franc de 27 mètres face à Santos Laguna.

### En sélection
Il honore sa première sélection en équipe d'Équateur le 28 mars 2015 lors d'un match amical contre le Mexique, en remplaçant Jefferson Montero une minute avant la pause. Quatre jours plus tard, il est titularisé pour la première fois contre l'Argentine.
Mena inscrit son premier but le 24 mars 2016 contre le Paraguay dans le cadre des éliminatoires de la Coupe du monde 2018, en égalisant dans le temps additionnel.
Il fait partie de la sélection équatorienne qui participe à la Copa América Centenario, sans toutefois disputer une minute lors de la compétition.
Mena dispute la Copa América 2019, au cours de laquelle il joue tous les matchs de l'Équateur et inscrit un but lors de l'ultime match de poule face au Japon.
Pendant la Copa América 2021, il joue l'intégralité des matchs de la Tri et marque à une face au Brésil.
Le 14 novembre 2022, il est sélectionné par Gustavo Alfaro pour participer à la Coupe du monde 2022.

## Statistiques

### En sélection nationale
| Saison                | Sélection             | Phases finales          | Phases finales | Phases finales | Phases finales | Éliminatoires CDM | Éliminatoires CDM | Éliminatoires CDM | Matchs amicaux | Matchs amicaux | Matchs amicaux | Total | Total | Total |
| Saison                | Sélection             | Compétition             | M              | B              | Pd             | M                 | B                 | Pd                | M              | B              | Pd             | M     | B     | Pd    |
| --------------------- | --------------------- | ----------------------- | -------------- | -------------- | -------------- | ----------------- | ----------------- | ----------------- | -------------- | -------------- | -------------- | ----- | ----- | ----- |
| 2014-2015             | Équateur              | Copa América 2015       | -              | -              | -              | -                 | -                 | -                 | 2              | 0              | 0              | 2     | 0     | 0     |
| 2015-2016             | Équateur              | Copa América Centenario | 0              | 0              | 0              | 4                 | 1                 | 0                 | 1              | 0              | 0              | 5     | 1     | 0     |
| 2016-2017             | Équateur              | -                       | -              | -              | -              | 3                 | 0                 | 0                 | 2              | 0              | 0              | 5     | 0     | 0     |
| 2018-2019             | Équateur              |                         | 3              | 1              | 0              | -                 | -                 | -                 | 2              | 1              | 1              | 5     | 2     | 1     |
| 2019-2020             | Équateur              | -                       | -              | -              | -              | -                 | -                 | -                 | 3              | 1              | 0              | 3     | 1     | 0     |
| 2020-2021             | Équateur              | Copa América 2021       | 5              | 1              | 0              | 6                 | 2                 | 3                 | 1              | 0              | 0              | 12    | 3     | 3     |
| 2021-2022             | Équateur              | -                       | -              | -              | -              | 9                 | 0                 | 0                 | 2              | 0              | 1              | 11    | 0     | 1     |
| 2022-2023             | Équateur              | Coupe du monde 2022     | 0              | 0              | 0              | -                 | -                 | -                 | 7              | 0              | 0              | 7     | 0     | 0     |
| 2023-2024             | Équateur              | Copa América 2024       | 2              | 0              | 0              | 5                 | 1                 | 0                 | 4              | 0              | 1              | 11    | 1     | 1     |
| 2024-2025             | Équateur              | -                       | -              | -              | -              | 1                 | 0                 | 0                 | -              | -              | -              | 1     | 0     | 0     |
| Total sur la carrière | Total sur la carrière | Total sur la carrière   | 10             | 2              | 0              | 28                | 4                 | 3                 | 24             | 2              | 3              | 62    | 8     | 6     |

## Palmarès

### En club
- CS Emelec
  - Champion d'Équateur en 2013, 2014 et 2015.

- Cruz Azul
  - Vainqueur de la Coupe du Mexique en 2018 (ouverture).

- Club León
  - Vainqueur de la Ligue des champions de la CONCACAF en 2023.
  - Champion du Mexique en 2020 (ouverture).
  - Vainqueur de la Leagues Cup en 2021.

### Distinction personnelle
- Meilleur buteur du championnat du Mexique en 2019 (ouverture), avec 14 buts.